# Гонець південний
Гонець південний (†Traversia lyalli) — вимерлий вид горобцеподібних птахів родини стрільцевих (Acanthisittidae).

## Відкриття
Доглядач маяка на острові Стівенс (англ. Stephens Island) Девід Лаялл (англ. David Lyall) продав екземпляри науковцю Генрі Траверсу, що перепродав його британському багатію зоологу Вальтеру Ротшильду (англ. Walter Rothschild). Останній і описав його як новий вид. Один зі зразків був виданий авторитетному орнітологу з Нової Зеландії серу Вальтеру Баллеру (англ. Walter Buller), який ймовірно вперше описав птаха.

## Опис
Пташка мала поцятковане коричнево-оливкове оперення з жовтою смугою на очах. Найімовірніше, що пташки не могли літати. Це найвідоміша з п'яти нелетючих співочих птахів, усі з яких населяли острови та усі вимерли.
Пташка вважається також однією з найменших серед нелетючих. Її дзьоб завдовжки всього 14 мм, крила — 46—49 мм і хвіст — 17 мм.
У природному середовищі пташку спостерігали всього двічі. Вона вела нічний спосіб життя і швидко бігала по камінню як миша.

## Поширення та середовище існування
Населяла острови Нової Зеландії, але через інтенсивну експансію європейських хижаків там вимерла. Популяція лишилася ще на якийсь час на острові Стівенс (Stephens Island) біля Нової Зеландії. Цей острів має розмір всього 2,6 км2.

## Вимирання
Пташка вимерла найімовірніше через появу в екосистемі островів невідомих раніше тварин (коти, пацюки). За схожим сценарієм вимерли інші дрібні нелетючі острівні птахи. Наразі така доля може спіткати найменшу живу нелітаючу пташку Atlantisia rogersi з архіпелагу Тристан-да-Кунья.
Існувала легенда, що всю популяцію traversia lyalli винищив один-однісінький кіт Тібблз (англ. Tibbles) — домашній кіт Девіда Лаялла. Однак дослідження Ґалбрета й Брауна (2004), а також Медвея (2004) кажуть, що хоча коти боли вагомим фактором, але це зовсім не обов'язково був один-єдиний кіт — коти швидко розмножувалися (з'явившись на острові щонайпізніше 1894 року) і встигли винищити не лише traversia lyalli, а й декілька інших видів (зрештою котів почали відстрілювати, 1925 було оголошено, що на острові не лишилося жодного кота).

## Галерея

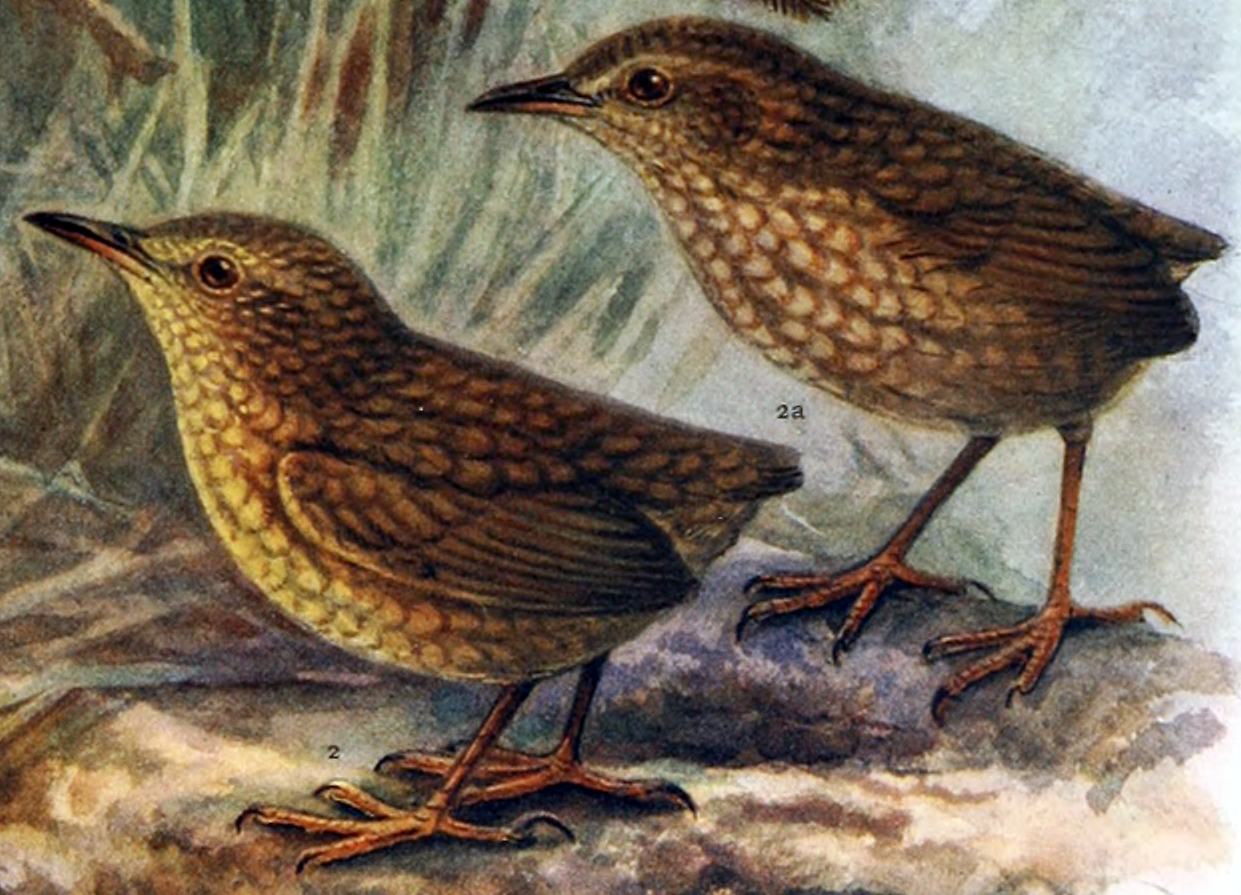
Ілюстрація
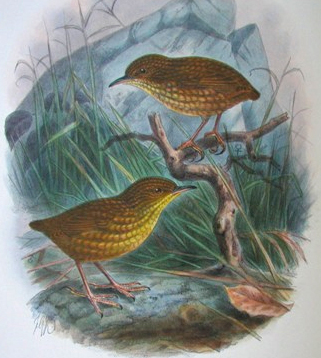
Ілюстрація
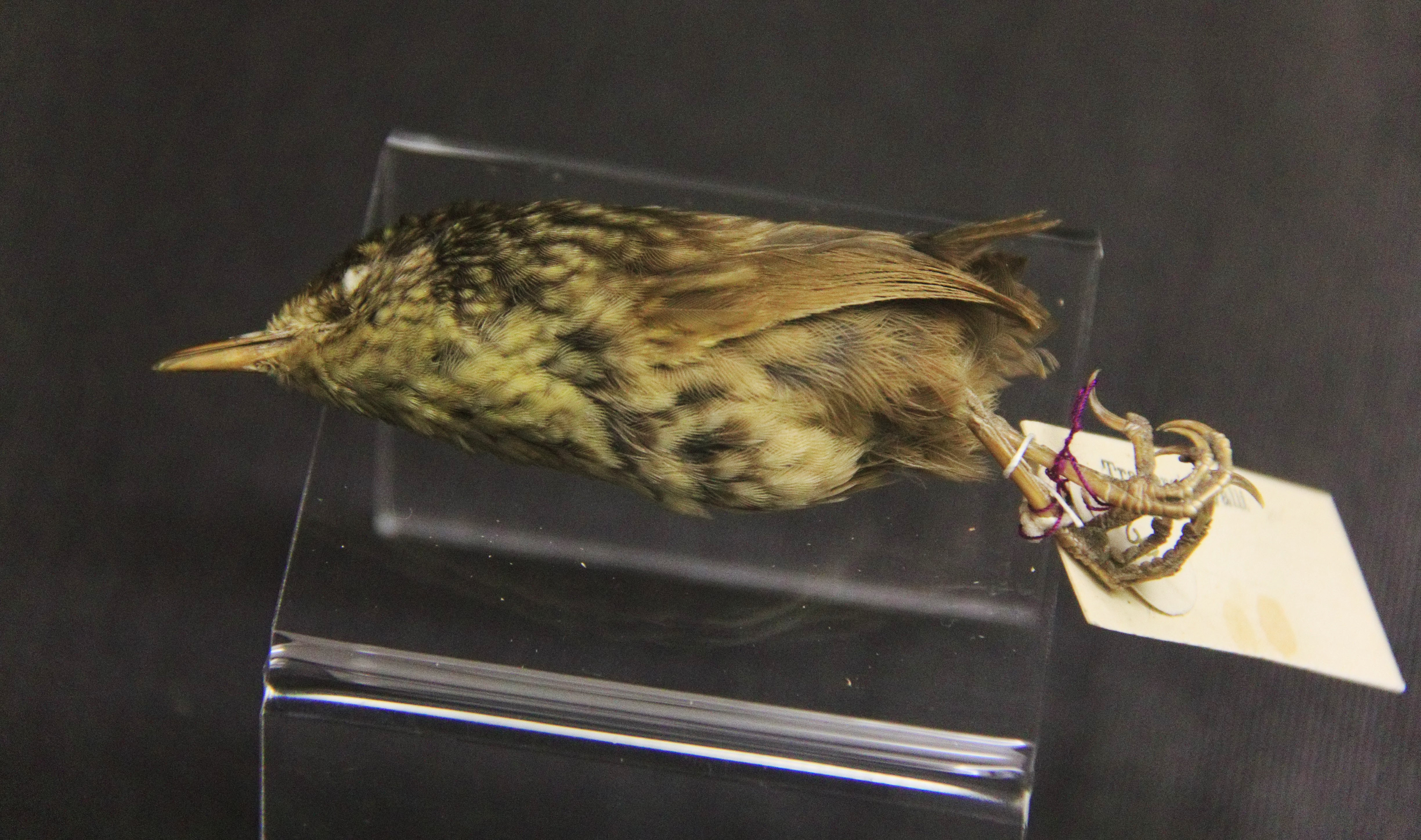
Музейний експонат
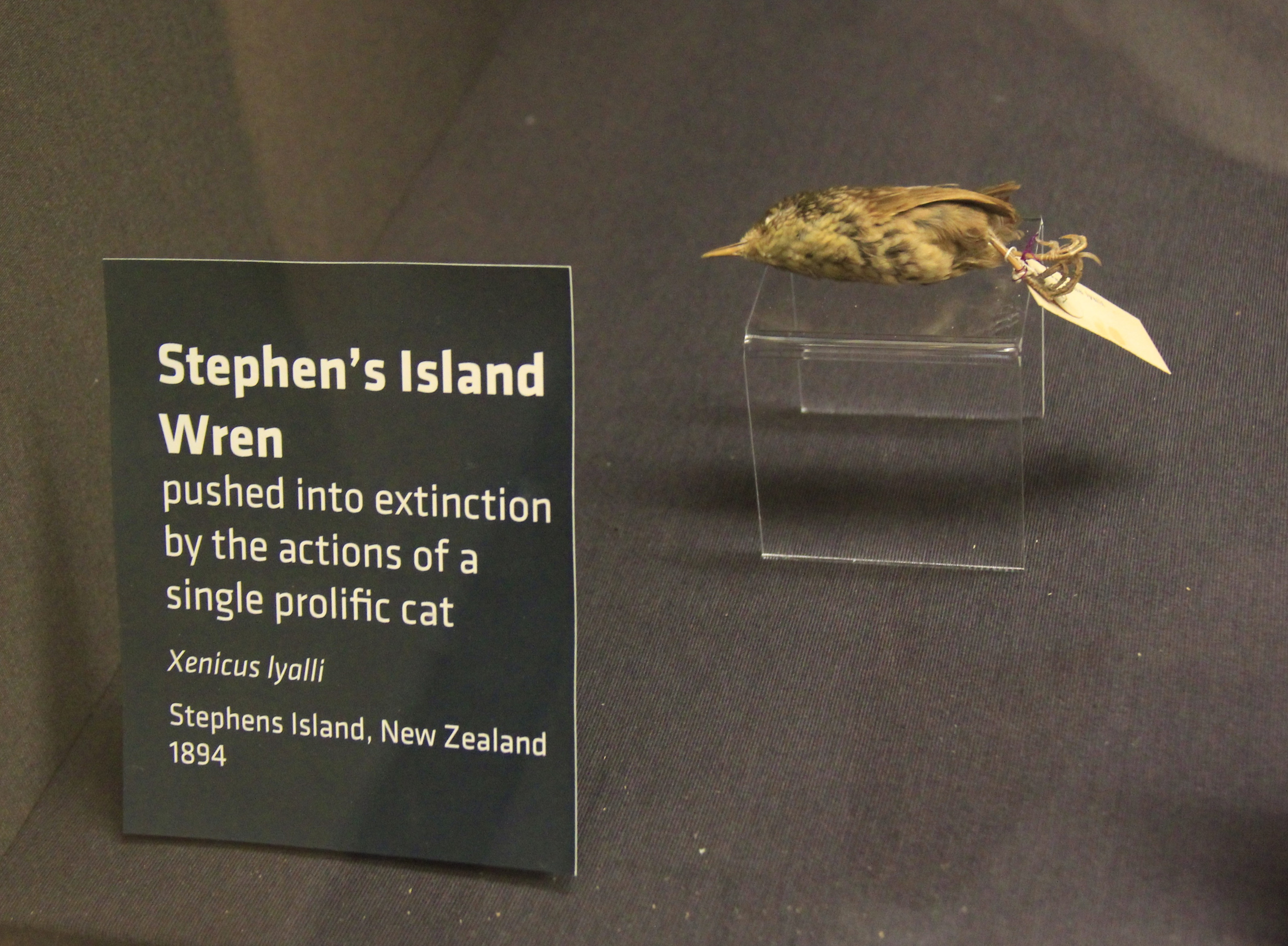
Табличка в музеї, де написано про одного кота, що винищив усю популяцію виду.